# Muttensweiler
Muttensweiler ist ein Dorf, das seit 1972 zur Gemeinde Ingoldingen gehört.

## Geschichte
Erste Spuren menschlicher Besiedelung lassen sich durch eine Römerstraße auf der Gemarkung ausmachen. Der Name deutet auf eine Gründung zwischen 600 und 800 n. Chr. hin.
Erste urkundliche Erwähnung war 1275. Seit dem Spätmittelalter übte das Biberacher Spital die Herrschaft mit allen Rechten aus, was auch von anderen Grundherren wie etwa dem Kloster Schussenried anerkannt wurde. Muttensweiler war im alten Reich feudalistisch und agrarisch geprägt. Erst in Folge der Umwälzungen durch die französische Revolution änderte sich die Gesellschaftsordnung allmählich. Im Jahre 1803 kam Muttensweiler zunächst mit der Reichsstadt Biberach zum Kurfürstentum Baden. Drei Jahre später gelangte Muttensweiler dann zum Königreich Württemberg und wurde dem neu eingerichteten Oberamt Biberach zugeordnet. Mitte des 19. Jahrhunderts wurden die alten Feudalrechte abgeschafft und die Menschen vollgültige Eigentümer ihres Besitzes. 
Bei der Verwaltungsreform während der NS-Zeit in Württemberg gelangte Muttensweiler 1938 vom alten Oberamt zum neu umrissenen Landkreis Biberach. Im Jahre 1945 wurde der Ort Teil der Französischen Besatzungszone und kam somit zum Nachkriegsland Württemberg-Hohenzollern, welches 1952 im Bundesland Baden-Württemberg aufging. 
Am 1. Juni 1972 wurde Muttensweiler nach Ingoldingen eingemeindet.

## Kultur und Sehenswürdigkeiten
Das Ortsbild wird durch die katholische Kirche St. Jakobus geprägt.
Durch das Dorf führt der Oberschwäbische Jakobsweg von Ulm nach Konstanz. 2025 wurde anlässlich des 750-jährigen Dorfjubiläums das Jakob(u)sweg-Denkmal am Kirchplatz enthüllt. 